# Куранець
Куранець (біл. вёска Куранец) — село в складі Вілейського району Мінської області, Білорусь. Село підпорядковане Куранецькій сільській раді, розташоване в північній частині області.

## Історія

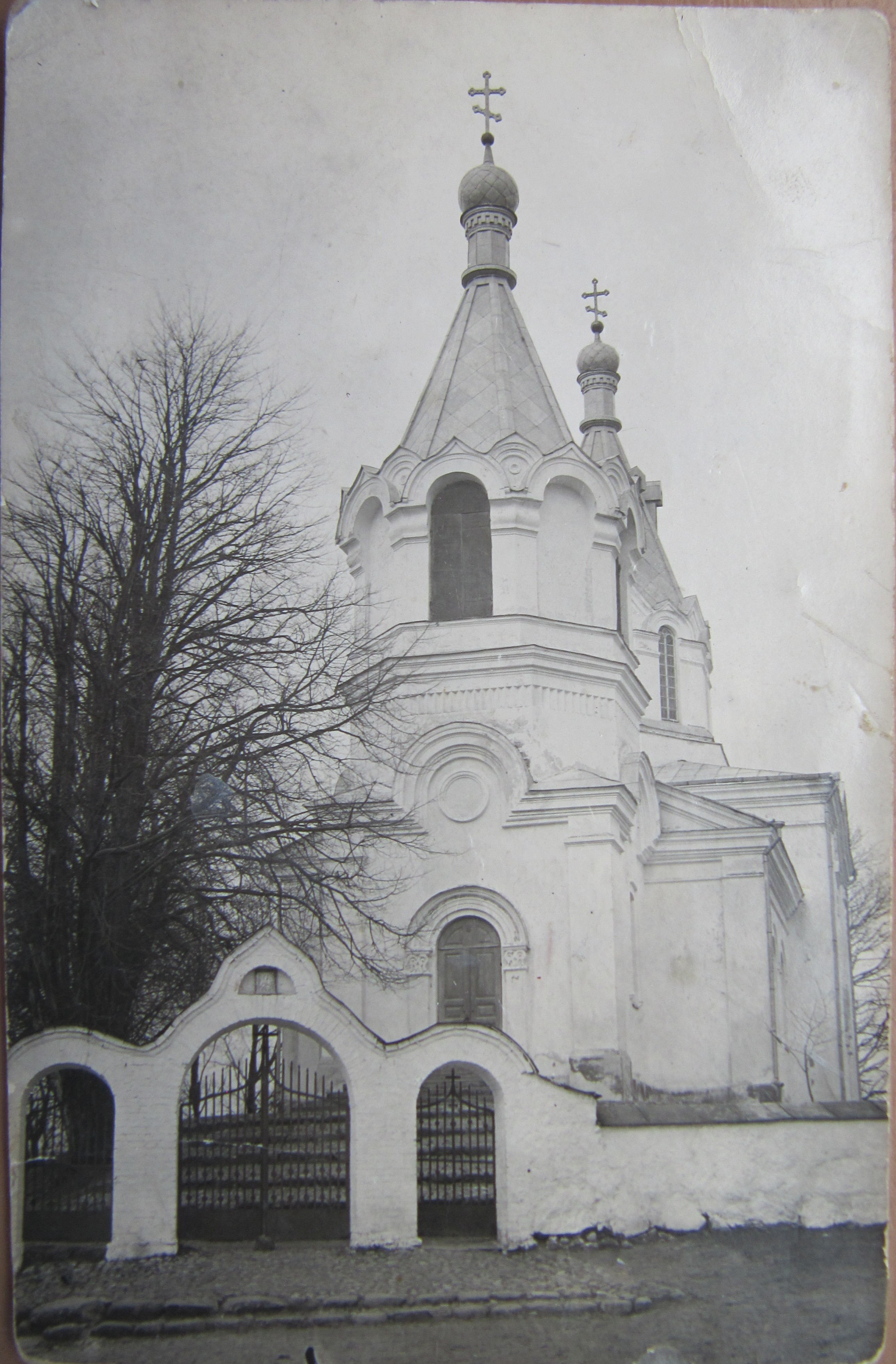
Церква, 1938

Перші письмові згадки про містечно Куранець датуються 1519 роком. У 1539 тут збудували церкву, у 1665 — костел. У цей час поселення отримало статус міста.

## Інфраструктура
У Куранці працююць середня школа, дошкільна установа, амбулаторія, будинок культури, бібліатека, пошта.